# Suislepa
Suislepa är en ort i Estland. Den ligger i Tarvastu kommun och landskapet Viljandimaa, i den södra delen av landet, 160 km söder om huvudstaden Tallinn. Suislepa ligger 52 meter över havet och antalet invånare är 305.
Terrängen runt Suislepa är platt. Runt Suislepa är det glesbefolkat, med 8 invånare per kvadratkilometer. Närmaste större samhälle är Tõrva, 16,4 km söder om Suislepa. I omgivningarna runt Suislepa växer i huvudsak blandskog.